# 文藝春秋
株式会社文藝春秋（ぶんげいしゅんじゅう）は、日本の出版社。東京都千代田区紀尾井町に本社を置く。

## 概要
- 1923年（大正12年）1月、文藝春秋社として菊池寛が創業[3]。
- 1946年（昭和21年）3月、「戦争協力」のため解散したが、佐佐木茂索をはじめとする社員有志により同年6月、株式会社文藝春秋新社が設立される。
- 1966年（昭和41年）3月、現在の社名に改められる。

芥川賞や直木賞をはじめ、多くの文芸賞を手がけている。過去には東京12チャンネルにて1968年（昭和43年）から1981年（昭和56年）まで放映されていた、各界著名人の生涯を紹介する『人に歴史あり』に協力していたこともある。
1968年（昭和43年）まで労働組合は存在せず、社員会であった。組合が結成されたのは、時の社長池島信平が日本文化会議の機関誌を発行しようとして社員会が反発したのがきっかけ。池島はその代替として『諸君!』を創刊し（のち2009年休刊）、以降は保守派の出版社というイメージが定着している。
本館が文藝春秋本社であり、新館と西館がテナントビルである。新館には日本文藝家協会など10社程度が入居、西館は地下1階に文春ホール、1階にHRTニューオータニ運営の「ラウンジ春秋館」、6階に談話室・執筆室のほかは日本民間放送連盟が入居している。

## 戦後歴代社長
- 佐佐木茂索（1946年 - 1966年）
- 池島信平（1966年 - 1973年）
- 沢村三木男（1973年 - 1979年）
- 千葉源蔵（1979年 - 1984年）
- 上林吾郎（1984年 - 1988年）
- 田中健五（1988年 - 1995年）
- 安藤満（1995年 - 1999年）
- 白石勝（1999年 - 2004年）
- 上野徹（2004年 - 2009年）
- 平尾隆弘（2009年 - 2014年）
- 松井清人（2014年 - 2018年）
- 中部嘉人（2018年 - 2023年）
- 飯窪成幸（2023年 - 現在）

## ギャラリー

『文藝春秋』1964年7月号
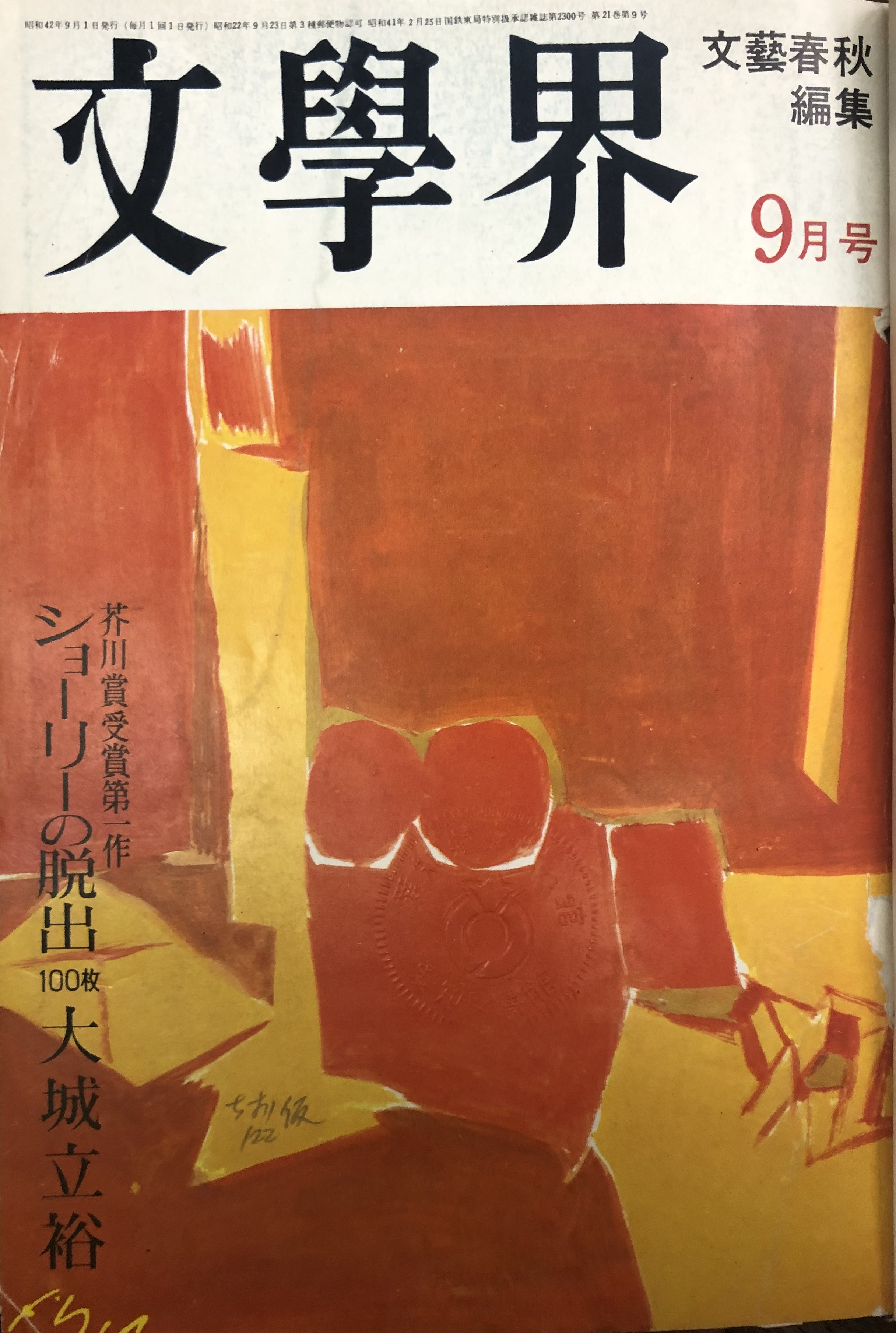
『文學界』1967年9月号
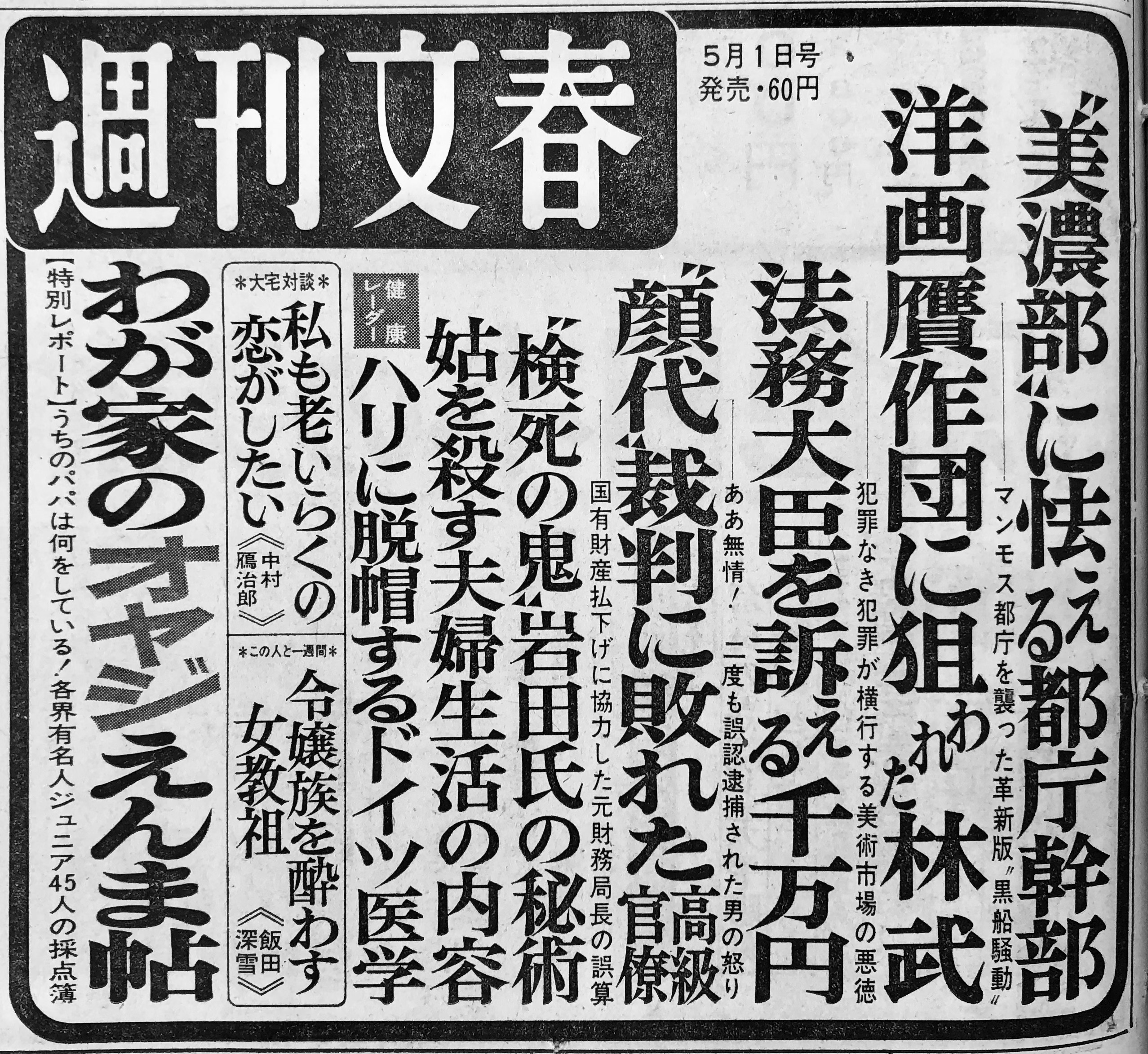
『週刊文春』1967年5月1日号
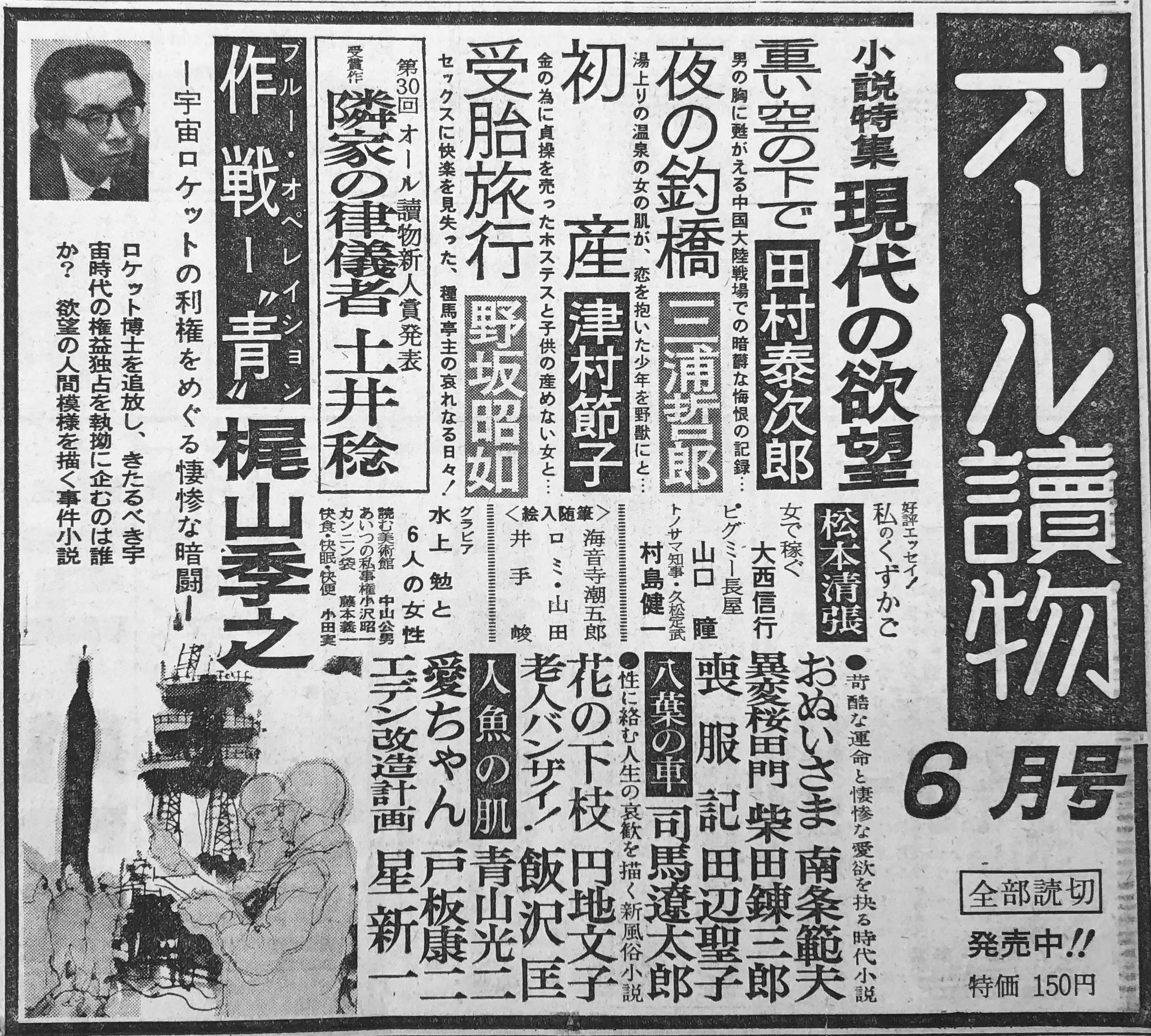
『オール讀物』1967年6月号

## 刊行物

### 雑誌
- 週刊文春（毎週木曜日発売）
- Sports Graphic Number（隔週木曜日発売）
- 文藝春秋（毎月10日発売）
- オール讀物（毎月22日発売）
- 文學界（毎月7日発売）
- CREA（毎月7日発売）
- CREA Traveller（3,6,9,12月の10日発売）
- 別冊文藝春秋（電子版のみ）※ 2015年（平成27年）電子版に移行。
- 週刊文春WOMAN（ムック）
- 文藝春秋オピニオン（ムック）

かつて発行していた雑誌
- 話 - 月刊。1933年（昭和8年）から1940年（昭和15年）まで発刊。
- 現地報告 - 元々は『文藝春秋』の臨時増刊として1937年（昭和12年）から発行。後に『話』を改題した月刊誌として1940年（昭和15年）から1943年（昭和18年）まで発刊。
- サンタクロース - 若者向けで月2回刊、1991年（平成3年）に創刊、1年余りで休刊。
- ノーサイド - 中高年向け月刊、1991年7月号創刊、1996年6月号で休刊、最終号は「歌舞伎新時代」。
- マルコポーロ - 1991年6月号 - 1995年2月号
- 諸君! - 1969年7月号創刊、2009年6月号で休刊。
- カピタン - 1997年7月号創刊、翌1998年6月号で休刊。
- TITLE - 2000年5月号創刊、2008年4月号で休刊。
- Emma - 写真週刊誌、短期で休刊。
- 漫画読本
- 月刊コミックビンゴ（BiNGO） - 1996年6月号創刊、1999年5月号で休刊。
- 本の話 - PR誌。1995年（平成7年）7月創刊、2011年（平成23年）休刊[4]。

### 書籍
- 文春文庫
- 文春文庫PLUS（2001年（平成13年）1月 - 2009年（平成21年）3月刊）
- 文春学藝ライブラリー（2013年（平成25年）10月 - 、不定期刊）
- 文春新書（1998年（平成10年）10月創刊）

### VHS・DVD
- 熱闘!日本シリーズ

## デジタルメディア
- 文春オンライン
- CREA WEB
- Number Web
- 週刊文春 電子版
- 週刊文春DIGITAL
- 文藝春秋 電子版

## 人権侵害
文藝春秋では『週刊文春』などを代表に、表現の自由と人権、歴史事実などを巡り、論争を提起する事例が数多く見受けられる。

一番代表的なものは1995年（平成7年）2月に月刊誌『マルコポーロ』が廃刊となった「マルコポーロ事件」であるが、この時は全誌への広告出稿停止の事態を招いた。
2004年（平成16年）に『週刊文春』は田中真紀子衆院議員の長女のプライバシーを暴露する記事を掲載、それに対し訴えを受けた東京地裁は出版禁止の仮処分を命じた（田中真紀子長女記事出版差し止め事件）。出版の自由への国家権力の干渉という論点もあり世間に波紋を広げたが、東京高裁において差し止め命令は取り消され、長女側が特別抗告を断念したことにより、確定判決となった。
『週刊文春』2006年6月22日号においてある離婚カウンセラーのビジネスが違法性を問われかねないものであるという内容の記事を掲載。この記事を引用した投稿を受け、アップロードした「ウェブサイト論談」に対して自社に対する著作権の侵害と、当該離婚カウンセラーへの名誉毀損を理由として知財法務部名義で削除依頼を提出した。
しかしながらこういう報道姿勢は、深刻な人権侵害を招くこともある。聖嶽洞穴発掘調査捏造疑惑報道では当事者による抗議の自殺を招いたうえに名誉毀損訴訟で敗訴、渡辺恒雄読売新聞主筆、谷垣禎一元・財務相などの報道でも、いずれも名誉毀損による敗訴と賠償金の支払いが確定するなど、結果として出版ジャーナリズムの信憑性や信用力を低下させかねない事態を招いている。

## 文藝春秋と麻雀
文藝春秋社の創始者である菊池寛は、麻雀に熱中していたことで知られ「日本麻雀連盟」初代総裁でもあった。
出版社ではあるが、1929年（昭和4年）に麻雀牌の輸入販売を始め、麻雀牌や雀卓を扱う部署「麻雀部」も立ち上げた。麻雀ブームの火付け役は文藝春秋社と関連のあった文士であった。ブーム到来によって麻雀牌が不足する事態に陥ると、オリジナルの「文藝春秋麻雀牌」を製造して販売を開始した。なお輸入品には骨牌税がかかるため、未彫刻の牌を輸入し、上海市から呼んだ彫工に日本で掘らせることで税を回避し、日本初の国産麻雀牌として販売し大ヒットした。